# Autostrada del Brennero
Autostrada del Brennero SpA – spółka będąca operatorem włoskiej autostrady A22.
Powstała w Trydencie 20 lutego 1959 roku. Na mocy udzielonej przez ANAS koncesji do 30 kwietnia 2014 spółka zarządza autostradą A22. Prezesem spółki jest Silvano Grisenti. Siedziba mieści się w Trydencie. Kapitał wynosi ok. 55 milionów €. 32,2893% akcji spółki należy do regionu Trydent-Górna Adyga.